# Cerrado
Cerradoen er et stort savannelignende område i Brasilien. Området strækker sig over delstaterne  Tocantins, Maranhão og Piauí, har en enorm dyre- og plantediversitet med over 10.000 plantearter og 10 endemiske fuglearter. Desuden findes der næsten 200 arter af pattedyr, hvoraf de 10 er endemiske.
Et område på  296.525,14 km² blev i 1994 udpeget til biosfærereservat under UNESCO